# Olof Israelsson
Bengt Olof Israelsson, född den 24 december 1908 i Högbo församling, Gävleborgs län, död den 19 september 1991 i Falun, var en svensk ämbetsman.
Israelsson avlade studentexamen i Uppsala 1927 och juris kandidatexamen vid Uppsala universitet 1935. Han genomförde tingstjänstgöring 1935–1938. Israelsson blev extra ordinarie länsnotarie i Örebro län 1938, extra ordinarie länsbokhållare där 1944, extra ordinarie taxeringsinspektör i Kopparbergs län 1945, förste länsbokhållare i Uppsala län 1946, länsassessor i Stockholms län 1947, taxeringsintendent i Hallands län 1953 och landskamrerare i Kopparbergs län 1958, på övergångsstat 1971. Han blev riddare av Nordstjärneorden 1957 och kommendör av samma orden 1965.